# Eurycorypha brevicollis
Eurycorypha brevicollis är en insektsart som beskrevs av Carl Stål 1876. Eurycorypha brevicollis ingår i släktet Eurycorypha och familjen vårtbitare. Inga underarter finns listade i Catalogue of Life.